# Praga S
Der Praga S (das S steht für silný = stark) war ein wenig bekannter von 1939 bis 1941 in Serie gebauter mittlerer LKW.

## Geschichte
Zwei Prototypen erschienen unter der Bezeichnung SN (N für nákladný = Lastkraftwagen) bereits 1933 mit einem Sechszylinder-Benzinmotor von 4962 cm³ (Bohrung × Hub: 90 × 130 mm) und 62 PS (46 kW).
1936 wie auch 1937 wurde je ein weiterer Prototyp, SND genannt (D = Diesel), gebaut. Er hatte einen wassergekühlten Sechszylinder-Dieselmotor mit 105 mm Bohrung und 130 mm Hub, woraus sich ein Hubraum von 6754 cm³ errechnet. Der Motor leistete 90 PS (66 kW) bei 2000 Umdrehungen, was für eine Höchstgeschwindigkeit von 56 bis 60 km/h ausreichte. Der LKW war 6,93 m lang, 2,27 m breit, der Radstand betrug 4,5 m. Das Leergewicht war 3240 kg, die Nutzlast 4 Tonnen. Der Verbrauch lag bei 26 Liter Diesel und 0,7 Liter Öl auf 100 km. Von diesem Typ wurden 150 Stück 1938, 200 Stück 1939 und 201 Stück 1940 gebaut, zusammen mit allen Prototypen also 555 Stück.
1935 erschienen zwei Prototypen einer SV (V = vojenský = militärisch) genannten Variante, die zwei angetriebene Hinterachsen hatte (6×4). Als Motor diente in diesem Fall ein wassergekühlter Sechszylinder-Benzinmotor von 105 mm Bohrung und 150 mm Hub (7796 cm³), wie er auch im Praga TN (und in einigen zeitgleich gebauten Praga-Panzermodellen) zu finden war. Der Motor leistete 93 PS (68 kW) bei 1600/min. Der LKW war 6,82 m lang, 2,1 m breit, sein Radstand war 3,55 m + 1,15 m, das Leergewicht lag bei 3,9 t, die Nutzlast 4 t. Der LKW verbrauchte 46 – 48 Liter Benzin und 0,9 l Öl auf 100 km. Das Getriebe umfasste vier Vorwärts- und einen Rückwärtsgang, die Höchstgeschwindigkeit wird mit 50 km/h angegeben. Es blieb bei diesen beiden Prototypen, die Tschechoslowakische Armee beschaffte stattdessen von Škoda (Typ 6-ST6-L) und Tatra (Typ T85) gefertigte Viertonner-LKW mit 6×4-Antrieb.